# Merseyside
Le Merseyside est un comté métropolitain d'Angleterre créé en 1974. Il correspond à la région densément peuplée autour de l'estuaire de la Mersey. Celle-ci relevait auparavant des comtés de Cheshire et de Lancashire. La principale ville du comté est Liverpool.
Le conseil de comté ayant été aboli en 1986, ses fonctions administratives sont maintenant assumées par les cinq districts qui composent le comté.

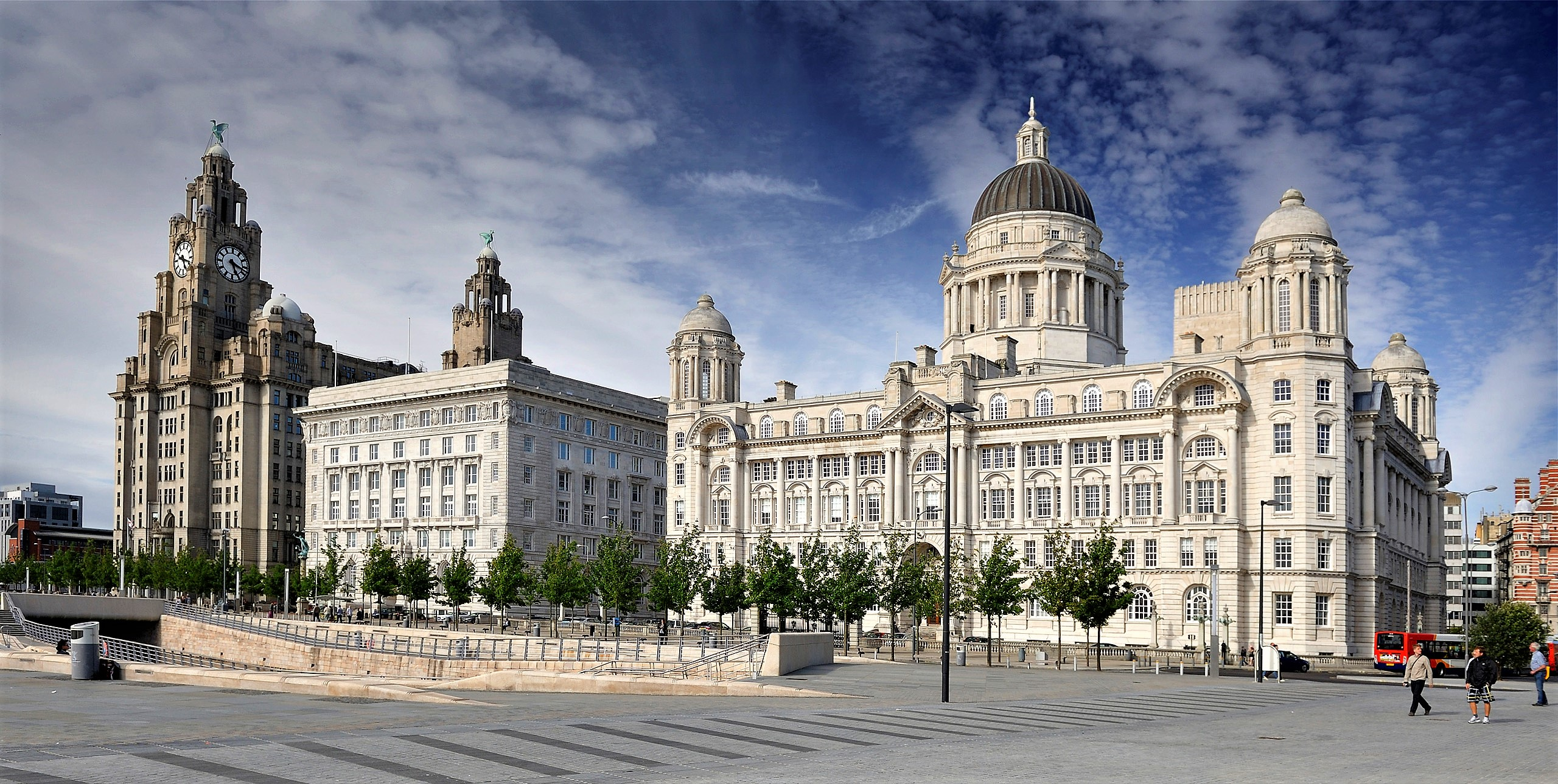
Pier Head, Liverpool.

## Divisions administratives
Il est divisé en 5 districts métropolitains qui sont :
1. Liverpool
2. District métropolitain de Sefton
3. Knowsley
4. District métropolitain de St Helens
5. District métropolitain de Wirral

## Personnalités nées dans le comté
- Dominic Purcell (né à Merseyside le 17 février 1970), acteur ayant joué notamment dans les séries John Doe et Prison Break
- Les membres du groupe The Beatles : John Lennon, Paul McCartney, George Harrison et Ringo Starr
- Louise Glover (née à Saint Helens en 1983), mannequin et photographe
- Steven Gerrard (né à Whiston en 1980), footballeur au Liverpool Football Club
- Shaun Evans (né en 1980 à Liverpool), acteur, connu pour son rôle de l'inspecteur Morse (Les Enquêtes de Morse)
- David Yates (né à St Helens en 1963), réalisateur
- Julia Solly (1862-1953), née à Seaforth Hall, féministe
- Nessie Stewart-Brown (1864-1958), née à Seaforth Hall, féministe
- Rick Astley (6 février 1966), chanteur pop